# Ernst Käsemann
Ernst Käsemann (Bochum, 12 juillet 1906 - Tübingen, 17 février 1998) est un pasteur luthérien et un universitaire allemand, spécialiste du Nouveau Testament.

## Biographie
Käsemann obtient son doctorat en études néotestamentaires à l'université de Marbourg en 1931, avec une thèse sur l’ecclésiologie de Paul de Tarse, sous la direction de Rudolf Bultmann.
Käsemann rejoint l'Église confessante en 1933 (mouvement opposé au nazisme). La même année, il est nommé pasteur à Gelsenkirchen, dans un quartier principalement habité par des mineurs. Au cours de l'automne 1937, il passe quelques semaines détenu par la Gestapo pour avoir soutenu ouvertement des mineurs communistes.
En 1939, il obtient son habilitation et devient apte à enseigner dans les universités allemandes, avec une thèse portant sur l’Épître aux Hébreux.
Käsemann est ensuite enrôlé dans l'armée allemande. Après plusieurs années dans l'armée et comme prisonnier de guerre, il revient à son travail théologique en 1946.
Il est professeur de Nouveau Testament successivement aux universités de Mayence (1946-1951), de Göttingen (1951-1959) et de Tübingen (1959-1971).
Sa fille, Elisabeth Käsemann, fut enlevée par les forces de sécurité en Argentine durant la période de dictature militaire et « disparut ». On pense qu'elle fut assassinée aux environs du 24 mars 1977. Après le meurtre de sa fille, les écrits théologiques de Käsemann ont acquis une tonalité plus radicale, souvent amère.
Ernst Käsemann a reçu des doctorats honoris causa des universités de Marbourg, Durham, Édimbourg, Oslo et Yale. Il fut président de la Studiorum Novi Testamenti Societas en 1972.

## Travaux
D'après Ernst Käsemann (1906-1998), ancien élève de Rudolf Bultmann mais se séparant de ses interprétations, il est cependant possible de relier le Christ de la foi au Jésus de l'histoire. Trois traits chez Jésus doivent être notés par le théologien. Le premier est l'autorité dont il fait preuve en matière religieuse, prenant sa liberté à l'égard de la Loi divine et de l'autorité de Moïse. Son enseignement est marqué par l'assurance qu'il sait ce que Dieu veut. Ensuite, les disciples sont frappés par la proximité et l'intimité entre Jésus et Dieu, qu'il appelle « Abba ». Enfin, Jésus annonce de la proximité du Royaume, présente au début des Évangiles. Il utilise aussi le titre de « Fils de l'homme », qui apparaît exclusivement dans la bouche de Jésus, n'est plus utilisé par les chrétiens des premiers siècles et qui apparaît dans le livre de Daniel comme un personnage venant accomplir l'histoire. Tout cela lie la personne de Jésus à un avènement et un accomplissement de l'histoire.
Voir aussi les articles Quêtes du Jésus historique et Jésus selon l'exégèse contemporaine.
Käsemann a été associé à ce qui est connu comme la deuxième quête du Jésus historique, une nouvelle phase d'intérêt scientifique dans l'élaboration de ce qui pouvait être établi historiquement sur Jésus de Nazareth. Käsemann inaugura cette phase en publiant son célèbre article Le problème du Jésus historique en 1954 (publication de sa conférence inaugurale comme professeur à Göttingen), se séparant ici des thèses formulées en son temps par son maître Rudolf Bultmann.
Käsemann a développé un double critère de différence pour évaluer la fiabilité historique des évangiles synoptiques. Est considéré comme historiquement fiable dans les matériaux au sujet de Jésus ce qui ne s’explique ni par un contexte juif ni par un contexte chrétien du Ier siècle. En plus de cela, Käsemann propose des critères complémentaires : celui de la pluralité d’attestations (quand une histoire particulière ou un dit de Jésus apparaît dans les traditions indépendantes) et celui de cohérence avec d'autres matériaux déjà jugés fiables au sujet de Jésus. C’est seulement avec la récente et « troisième quête » du Jésus historique, débutée à la fin des années 1980, qu’a commencé à être remise en question la validité absolue de ces critères.
Käsemann a également pris l’apocalyptique juive plus au sérieux que la plupart de ses collègues et il pensait qu'elle était d'une importance vitale pour une lecture de Paul. Il décrit ainsi l’apocalyptique juive comme « mère de la théologie chrétienne ». Le commentaire de Käsemann sur l’Épître aux Romains de Paul, publié pour la première fois en 1973, est devenu un ouvrage de référence.
Les travaux de Ernst Käsemann, notamment ceux qui traitent du Jésus historique, de la justice de Dieu et de l'apocalyptique, ont eu une grande influence sur la théologie contemporaine. Parmi les thèmes qu’il a remis en valeur : la personne de Jésus à l'intérieur du kérygme, le droit de Dieu dans la doctrine de la justification et l'histoire dans la pensée biblique.